# DBIX India Index
Der DBIX India Index ist ein indischer Börsenindex und der von der Deutschen Börse und dem Investmenthaus Goldman Sachs entwickelt wurde. Er zeigt die Performance von indischen American Depository Receipts (ADR), die täglich über 1 Million US-Dollar Handelsvolumen aufweisen und an der London Stock Exchange, Nasdaq oder New York Stock Exchange gehandelt werden.
Die Gewichtungen liegen bei maximal 15 % und richtet sich nach der Marktkapitalisierung.
Der DBIX startete im März 2002 bei 100 Punkte. Er wird als Kursindex (DE000A0C4CC6) und als Performanceindex (DE000A0C4CB8), jeweils in EUR, aufgelegt.

## Zusammensetzung
| Name                          | Branche                      | ISIN         | Marktkapitalisierung in Mio. EUR* | Gewichtung |
| ----------------------------- | ---------------------------- | ------------ | --------------------------------- | ---------- |
| Dr. Reddy’s Laboratories Ltd. | Pharma & Medizin             | US2561352038 | 2.059,49                          | 1,79 %     |
| HDFC Bank                     | Finanzdienstleister          | US40415F1012 | 5.666,38                          | 4,93 %     |
| ICICI Bank Ltd.               | Finanzdienstleister          | US45104G1040 | 14.996,52                         | 13,05 %    |
| Infosys Technologies Ltd.     | PC & Software                | US4567881085 | 17.805,53                         | 15,50 %    |
| Larsen & Toubro Ltd.          | Maschinenbau                 | USY5217N1183 | 7.909,37                          | 6,89 %     |
| Rediff.com India Ltd.         | Pharma & Medizin             | US7574791007 | 376,08                            | 0,33 %     |
| Reliance Industries Ltd.      | Weiterverarbeitendes Gewerbe | US7594701077 | 18.705,28                         | 16,28 %    |
| Sify Ltd.                     | PC & Software                | US82655M1071 | 302,32                            | 0,26 %     |
| State Bank of India           | Finanzdienstleister          | US8565522039 | 12.060,75                         | 10,50 %    |
| Tata Motors Ltd.              | Automobilbranche             | US8765685024 | 5.692,51                          | 4,96 %     |
| Wipro Ltd.                    | PC & Software                | US97651M1099 | 18.739,03                         | 16,31 %    |
| WNS (Holding) Ltd.            |                              |              |                                   |            |

- Marktkapitalisierung gem. Kursindex, somit ohne Korrekturfaktoren. Stand: 22. Februar 2007